# بونزو توما
بونزو توما (باليابانية: 當麻 颯) (مواليد 21 أبريل 2002) هو لاعب كرة قدم ياباني.

## وصلات خارجية
- بونزو توما على موقع رابطة كرة القدم اليابانية للمحترفين (اليابانية)
- بونزو توما على موقع Soccerway.com (الإنجليزية)